# 오카치마치역
오카치마치역(일본어: 御徒町駅, おかちまちえき)은 일본 도쿄도 다이토구에 있는 동일본 여객철도의 철도역이다.
도호쿠 본선에 속한 철도역이다.

## 타는 곳
| 1 | 게이힌 도호쿠 선 | 우에노·다바타·오미야 방면     |
| 2 | 야마노테 선      | 우에노·다바타·이케부쿠로 방면 |
| 3 | 야마노테 선      | 도쿄·시나가와·시부야 방면     |
| 4 | 게이힌 도호쿠 선 | 도쿄·시나가와·요코하마 방면   |

## 역세권 정보
- 나카오카치마치 역(도쿄 지하철 히비야 선)
- 우에노오카치마치 역(도쿄 도 교통국 지하철 오에도 선)
- 우에노히로코지 역(도쿄 지하철 긴자 선)
- 스에히로초역(도쿄 지하철 긴자 선)
- 중외려행사
- 우에노 공원
- 유시마텐만궁

## 역사
- 1925년 11월 1일: 영업 개시.
- 1949년 6월 1일: 일본국유철도가 발족.
- 1987년 4월 1일: 국철분할민영화.
- 1988년 3월 13일: 게이한 도호쿠 선의 쾌속운행개시.
- 1990년 1월 22일: 역 북측의 고가의 카스가도리 노면이 함몰하는 사고가 발생.
- 2001년 11월 18일: Suica 사용 개시.

## 인접역
| 동일본 여객철도 도호쿠 본선 | 동일본 여객철도 도호쿠 본선          | 동일본 여객철도 도호쿠 본선 |
| --------------------------- | ------------------------------------ | --------------------------- |
| 우에노 오미야 방면          | 게이힌 도호쿠 선 각역정차 · 주말쾌속 | 아키하바라 오후나 방면      |
| JY 05 우에노 내선 순환      | 야마노테 선                          | JY 03 아키하바라 외선 순환  |